# ماتيو شنايدر
ماتيو شنايدر (بالإنجليزية: Mathieu Schneider)‏ (و. 1969  م) هو لاعب هوكي الجليد، من الولايات المتحدة، ولد في مانهاتن، شارك في الألعاب الأولمبية الشتوية 2006، والألعاب الأولمبية الشتوية 1998، مركز لعبه هو مدافع ‏.

## جوائز
حصل على جوائز منها:
- كأس ستانلي.

## روابط خارجية
- ماتيو شنايدر على موقع دوري الهوكي الوطني (الإنجليزية)
- ماتيو شنايدر على موقع إي إس بي إن.كوم (أن.إتش.أل) (الإنجليزية)
- ماتيو شنايدر على موقع EliteProspects.com (الإنجليزية)
- ماتيو شنايدر على موقع HockeyDB.com (الإنجليزية)
- ماتيو شنايدر على موقع Hockey-Reference.com (الإنجليزية)
- ماتيو شنايدر على موقع أوليمبيديا (الإنجليزية)